# Cyrtaphe continuata
Cyrtaphe continuata är en mångfotingart som beskrevs av Loomis 1936. Cyrtaphe continuata ingår i släktet Cyrtaphe och familjen Chelodesmidae. Inga underarter finns listade i Catalogue of Life.